# 螣蛇十八
仙女座8，又名BD+48 3991，HD 219734、SAO 52871、HR 8860，是仙女座的一颗恒星，视星等为4.85，位于銀經107.53，銀緯-11.03，其B1900.0坐标为赤經23h 13m 6.3s，赤緯+48° -11.03′ 8″。